# Liste der Althistoriker an der Rheinischen Friedrich-Wilhelms-Universität Bonn
In der Liste der Althistoriker an der Rheinischen Friedrich-Wilhelms-Universität Bonn werden alle Althistoriker aufgeführt, die am Althistorischen Seminar der Rheinischen Friedrich-Wilhelms-Universität Bonn als Hochschullehrer tätig waren oder sind. Das umfasst im Allgemeinen ordentliche, außerplanmäßige, Gast- und Honorarprofessoren sowie Privatdozenten. In begründeten Ausnahmefällen können auch andere Dozenten aufgenommen werden.
Zwischen 1818 und 1865 wurde Alte Geschichte von Klassischen Philologen, Klassischen Archäologen und Historikern gelehrt. Seit 1865 gehörte die Alte Geschichte zum neuen, von Heinrich von Sybel begründeten Historischen Seminar. Die Alte Geschichte wurde durch einen Professor vertreten, der zugleich einer der drei Seminardirektoren war. 1929 erfolgte eine organisatorische und räumliche Trennung der Alten Geschichte vom Historischen Seminar. Mitte der 1960er Jahre wurde ein zweiter Lehrstuhl eingerichtet.
Angegeben ist in der ersten Spalte der Name der Person und ihre Lebensdaten, in der zweiten Spalte wird der Eintritt in die Universität angegeben, in der dritten Spalte das Ausscheiden. Spalte vier nennt die höchste an der Universität Bonn erreichte Position. An anderen Universitäten kann der entsprechende Dozent eine noch weitergehende wissenschaftliche Karriere gemacht haben. Die nächste Spalte nennt Besonderheiten, den Werdegang oder andere Angaben in Bezug auf die Universität oder das Seminar. In der letzten Spalte werden Bilder der Dozenten gezeigt, was derzeit aufgrund der Bildrechte jedoch schwer ist.
| Wissenschaftler                          | von  | bis  | Funktionen                  | Bemerkungen | Bild |
| ---------------------------------------- | ---- | ---- | --------------------------- | --- | ---- |
| Schlegel, August Wilhelm von (1767–1845) | 1818 | ???? | Professor                   | Universalgelehrter; Philologe, Mitbegründer der deutschen Romantik und der altindischen Philologie, las auch Alte Geschichte |      |
| Niebuhr, Barthold Georg (1776–1831)      | 1825 | 1831 | Professor                   | hielt in Bonn elf Semester lang Vorlesungen als Professor der Preußischen Akademie der Wissenschaften |      |
| Schaefer, Arnold Dietrich (1819–1883)    | 1865 | 1883 | Ordinarius                  | Erster selbstständiger Vertreter des Faches Alte Geschichte innerhalb des Historischen Seminars der Universität; lehrte auch mittelalterliche und neue Geschichte; als Vertreter der Alten Geschichte einer der drei Direktoren des Seminars |      |
| Nissen, Heinrich (1839–1912)             | 1884 | 1911 | Ordinarius                  | Nachfolger Schaefers; lehrte als erster in Bonn Epigraphik, daneben als Provinzialrömischer Archäologe tätig |      |
| Wilcken, Ulrich (1862–1944)              | 1912 | 1915 | Ordinarius                  | Nachfolger Nissens; Papyrologe, Spezialist für Griechische Geschichte |      |
| Cichorius, Conrad (1863–1932)            | 1916 | 1928 | Ordinarius                  | Nachfolger Wilckens; Spezialist für römische Geschichte |      |
| Oertel, Friedrich (1884–1975)            | 1929 | 1952 | Ordinarius                  | Nachfolger Cichorius’, Schüler Wilckens; Papyrologe; zu Beginn seiner Bonner Zeit 1929 organisatorische und räumliche Trennung der Alten Geschichte vom Historischen Seminar                                                                 |      |
| Straub, Johannes (1912–1996)             | 1942 | 1982 | Ordinarius                  | 1942 Privatdozent, 1944 Außerordentlicher Professor, 1948 bis 1953 nicht in Bonn, 1953 Ordinarius |      |
| Kirsten, Ernst (1911–1987)               | 1949 | ???? | Professor                   | 1949 Dozent für „Historische Geographie und Topographie des Mittelmeerkulturkreises“, 1962 Professor für Historische Geographie |      |
| Burr, Viktor (1906–1975)                 | 1952 | 1968 | Honorarprofessor            | 1951 Direktor der Universitätsbibliothek, zudem 1952 Honorardozent für Alte Geschichte |      |
| Kohns, Hans Peter (1931–2003)            | 1964 | 1996 | Außerordentlicher Professor | 1965 Studienrat, 1968 Oberstudienrat, 1971 Studienprofessor, 1982 Außerordentlicher Professor |      |
| Schmitt, Hatto H. (1930–2023)            | 1965 | 1978 | Ordinarius                  | Inhaber des zweiten Lehrstuhls |      |
| Alföldy, Géza (1935–2011)                | 1968 | 1970 | Außerplanmäßiger Professor  | 1968 Hochschuldozent, 1970 Außerplanmäßiger Professor |      |
| Wirth, Gerhard (1926–2021)               | 1979 | 1991 | Ordinarius                  | Nachfolger Schmitts |      |
| Rosen, Klaus (* 1937)                    | 1982 | 200? | Ordinarius                  | Nachfolger Straubs |      |
| Will, Wolfgang (* 1948)                  | 1982 |      | Privatdozent                | 1982 Akademischer Oberrat, 2001 Privatdozent und Akademischer Oberrat |      |
| Rathmann, Michael (* 1968)               | 1991 |      | Privatdozent                | 1991 studentische Hilfskraft, 1994 wissenschaftliche Hilfskraft, 1999 Lehrbeauftragter, 2003 Wissenschaftlicher Mitarbeiter, 2010 Privatdozent                                                                                               |      |
| Galsterer, Hartmut (1939–2024)           | 1992 | 2004 | Ordinarius                  | Nachfolger Wirths |      |
| Schmitz, Winfried (* 1958)               | 2003 | 2024 | Ordinarius                  | Nachfolger Rosens, 2003 Professor, 2005 Lehrstuhlinhaber |      |
| Vössing, Konrad (* 1959)                 | 2005 |      | Ordinarius                  | Nachfolger Galsterers |      |
| Gauger, Jörg-Dieter (1947–2015)          | ???? |      | Außerordentlicher Professor | |      |
| Engels, Johannes (* 1959)                | 2014 | 2018 | apl. Prof.                  | AOR |      |
| Timmer, Jan Martin (* 1973)              | 2005 |      | Privatdozent                | 2005 Wissenschaftlicher Angestellter, 2015 Privatdozent, 2021 unbefristeter wissenschaftlicher Mitarbeiter |      |

Inhaber des ersten Lehrstuhls:
- 1865–1883 Arnold Dietrich Schaefer
- 1884–1911 Heinrich Nissen
- 1912–1915 Ulrich Wilcken
- 1916–1928 Conrad Cichorius
- 1929–1952 Friedrich Oertel
- 1953–1982 Johannes Straub
- 1982–2002 Klaus Rosen
- 2003–2024 Winfried Schmitz
- seit 2025 Jan Bernhard Meister

Inhaber des zweiten Lehrstuhls:
- 1965–1978 Hatto H. Schmitt
- 1979–1991 Gerhard Wirth
- 1992–2004 Hartmut Galsterer
- seit 2005 Konrad Vössing